# Formula 2 giapponese 1983
La stagione 1983 della Formula 2 giapponese fu corsa su 8 gare, disputatesi tutte sul suolo giapponese. La serie venne vinta dal pilota britannico Geoff Lees che utilizzò sia una Spirit 201-Honda che una March 832-Honda. 

## La pre-stagione

### Calendario
| Gara | Nome                                | Circuito           | Giri | Lunghezza          | Data         |
| ---- | ----------------------------------- | ------------------ | ---- | ------------------ | ------------ |
| 1    | Big2&4Race                          | Circuito di Suzuka | 24   | 24x6,000=144 km    | 13 marzo     |
| 2    | Japan International F2 Championship | Circuito del Fuji  | 28   | 28x4,360=122,08 km | 10 aprile    |
| 3    | Japan F2 All Stars                  | Circuito di Mine   | 55   | 55x2,742=150,81 km | 15 aprile    |
| 4    | John Player Special Trophy          | Circuito di Suzuka | 30   | 30x6,000=180 km    | 29 maggio    |
| 5    | Suzuka Golden Trophy                | Circuito di Suzuka | 30   | 30x6,000=180 km    | 3 luglio     |
| 6    | RRC Fuji F2 Championship            | Circuito del Fuji  | 35   | 35x4,360=152,6 km  | 14 agosto    |
| 7    | Great 20 Racers                     | Circuito di Suzuka | 30   | 30x6,000=180 km    | 25 settembre |
| 8    | Gran Premio della JAF               | Circuito di Suzuka | 35   | 35x6,000=210 km    | 6 novembre   |

- Tutte le corse sono disputate in Giappone.

## Piloti e team
| Team                             | Telaio                            | Nr.   | Pilota              | Gare          |
| -------------------------------- | --------------------------------- | ----- | ------------------- | ------------- |
| Harada Racing Company            | March 822-Honda March 832-Honda   | 1     | Satoru Nakajima     | Tutte         |
| Hoshino Racing                   | March 832-BMW                     | 2     | Kazuyoshi Hoshino   | Tutte         |
| Heroes Racing                    | March 832-BMW                     | 3     | Toru Takahashi      | 1-7           |
| Speed Star Wheel Racing          | March 832-BMW                     | 5     | Naohiro Fujita      | Tutte         |
| Speed Star Wheel Racing          | March 822-BMW March 832-BMW       | 6     | Osamu Nakako        | 1-2, 4-8      |
| Team Le Mans                     | March 832-BMW                     | 7     | Eje Elgh            | 1-2, 4-5, 7-8 |
| Team Le Mans                     | March 832-BMW                     | 8     | Keiji Matsumoto     | Tutte         |
| James Gresham Racing             | March 832-BMW                     | 9     | Beppe Gabbiani      | 8             |
| Roys Racing                      | March 802-Toyota March 822-Toyota | 10    | Hitoshi Ogawa       | 1, 4, 7-8     |
| Itani Kenji                      | March 822-BMW                     | 11    | Kenji Itani         | 1             |
| Team Sundai                      | March 822-BMW                     | 11    | Taku Akaike         | 6             |
| Ralt Racing Ltd.                 | Ralt H6/83H-Honda                 | 11    | Jonathan Palmer     | 8             |
| Ralt Racing Ltd.                 | Ralt H6/83H-Honda                 | 12    | Mike Thackwell      | 8             |
| Sanremo Racing                   | March 832-BMW                     | 15    | Guido Daccò         | 8             |
| Autobacs Racing                  | March 822-BMW                     | 16    | Akira Hagiwara      | 1-2, 4-8      |
| Oscar Racing                     | Maurer MM83-BMW                   | 19    | Tsunehisa Asai      | 4-8           |
| Mimasu Racing                    | March 822-BMW                     | 23    | Takao Wada          | 1-2, 4-8      |
| Tomei Jidousya                   | March 822-BMW March 832-BMW       | 24    | Keniji Takahashi    | Tutte         |
| Nova Engineering                 | March 822-BMW March 832-BMW       | 25    | Kunimitsu Takahashi | Tutte         |
| Uchida Racing Kondou Racing      | March 822-BMW March 832-BMW       | 28/29 | Shinji Uchida       | 1-2, 6        |
| Uchida Racing Kondou Racing      | March 832-BMW                     | 28/29 | Toshio Suzuki       | 4-8           |
| Uchida Racing Kondou Racing      | March 832-BMW                     | 28    | Stefan Johansson    | 8             |
| Trident Racing Team              | March 832-BMW                     | 33    | Masamoto Shimizu    | 1-2, 4-5, 7-8 |
| John Player Special Team Izukawa | Spirit 201-Honda March 832-Honda  | 37    | Geoff Lees          | Tutte         |
| Unico Racing                     | AGS JH18B-BMW                     | 80    | Daniel La Tour      | 8             |
| Sakamoto Racing                  | March 832-BMW                     | 81    | Norimasa Sakamoto   | 6             |
|                                  | AGS JH19-BMW                      | 88    | Sakae Obata         |               |

## Risultati e classifiche

### Risultati
| Gara | Circuito | Tempo      | Velocità    | Pole position     | GPV             | Vincitore       | Vettura      |
| ---- | -------- | ---------- | ----------- | ----------------- | --------------- | --------------- | ------------ |
| 1    | Suzuka   | 53:40.40   | 160,97 km/h | Satoru Nakajima   | Kenji Matsumoto | Satoru Nakajima | March-Honda  |
| 2    | Fuji     | 42:01.0    | 174,33 km/h | Kazuyoshi Hoshino | Kenji Takahashi | Kenji Takahashi | March-BMW    |
| 3    | Mine     | 1'01:43.8  | 146,59 km/h | Kazuyoshi Hoshino | Geoff Lees      | Geoff Lees      | Spirit-Honda |
| 4    | Suzuka   | 1'00:55.40 | 177,27 km/h | Toru Takahashi    | Kenji Takahashi | Kenji Matsumoto | March-BMW    |
| 5    | Suzuka   | 1'01:04.38 | 176,84 km/h | Kazuyoshi Hoshino | Osamu Nakako    | Geoff Lees      | Spirit-Honda |
| 6    | Fuji     | 43:56.03   | 208,4 km/h  | Geoff Lees        | Geoff Lees      | Geoff Lees      | March-Honda  |
| 7    | Suzuka   | 1'00:20.10 | 179 km/h    | Kazuyoshi Hoshino | Geoff Lees      | Satoru Nakajima | March-Honda  |
| 8    | Suzuka   | 1'10:02.69 | 179,88 km/h | Satoru Nakajima   | Geoff Lees      | Geoff Lees      | March-Honda  |

### Classifica piloti
I punti sono assegnati secondo lo schema seguente:
| Sistema di punteggio | Sistema di punteggio | Sistema di punteggio | Sistema di punteggio | Sistema di punteggio | Sistema di punteggio | Sistema di punteggio | Sistema di punteggio | Sistema di punteggio | Sistema di punteggio | Sistema di punteggio |
| Posizione            | 1º                   | 2º                   | 3º                   | 4º                   | 5º                   | 6º                   | 7º                   | 8º                   | 9º                   | 10º                  |
| -------------------- | -------------------- | -------------------- | -------------------- | -------------------- | -------------------- | -------------------- | -------------------- | -------------------- | -------------------- | -------------------- |
| Gara 2               | 15                   | 12                   | 10                   | 8                    | 6                    | 4                    |                      |                      |                      |                      |
| altre gare           | 20                   | 15                   | 12                   | 10                   | 8                    | 6                    | 4                    | 3                    | 2                    | 1                    |

Contano i 6 migliori risultati.
| Pos | Pilota              | 2&4 | INT | ALL | JPS | SGT | RRC | GRT | JAF | Punti validi |
| --- | ------------------- | --- | --- | --- | --- | --- | --- | --- | --- | ------------ |
| 1   | Geoff Lees          | 6   | 4   | 1   | 7   | 1   | 1   | 5   | 1   | 93 (103)     |
| 2   | Kazuyoshi Hoshino   | 4   | SQ  | 3   | 2   | 2   | 3   | 2   | 3   | 79 (89)      |
| 3   | Kenji Takahashi     | 8   | 1   | 6   | 5   | 3   | 2   | 3   | 14  | 71 (74)      |
| 4   | Satoru Nakajima     | 1   | SQ  | Rit | 4   | Rit | 13  | 1   | 2   | 65           |
| 5   | Toru Takahashi      | 2   | Rit | 5   | 3   | Rit | 4   | 6   |     | 49           |
| 6   | Kunimitsu Takahashi | 7   | 2   | 2   | 8   | Rit | 9   | 4   | Rit | 46           |
| 7   | Naohiro Fujita      | Rit | 3   | 4   | 9   | Rit | 5   | 8   | 5   | 41           |
| 8   | Keiji Matsumoto     | 5   | SQ  | Rit | 1   | Rit | 10  | 7   | 8   | 36           |
| 9   | Eje Elgh            | 3   | 7   |     | 6   | 5   |     | 12  | 13  | 30           |
| 10  | Osamu Nakako        | NP  | Rit |     | 11  | 4   | Rit | Rit | 4   | 20           |
| 11  | Masamoto Shimizu    | 9   | 5   |     | 13  | 8   |     | Rit | 11  | 13           |
| 12  | Akira Hagiwara      | 10  | 6   |     | 12  | Rit | 8   | Rit | 16  | 10           |
| 13  | Takao Wada          | 11  | Rit |     | 10  | Rit | 6   | Rit | 9   | 9            |
| 13  | Toshio Suzuki       |     |     |     | Rit | 6   | Rit | 9   | 10  | 9            |
| 15  | Tsunehisa Asai      |     |     |     | NP  | 7   | 7   | 11  | 12  | 8            |
| 16  | Mike Thackwell      |     |     |     |     |     |     |     | 6   | 6            |
| 17  | Stefan Johansson    |     |     |     |     |     |     |     | 7   | 4            |
| 18  | Shinji Uchida       | 12  | 8   |     |     |     | 14  |     |     | 3            |
| 19  | Hitoshi Ogawa       | 13  |     |     | Rit |     |     | 10  | NP  | 1            |
| 20  | Norimasa Sakamoto   |     |     |     |     |     | 11  |     |     | 0            |
| 21  | Taku Akaike         |     |     |     |     |     | 12  |     |     | 0            |
| 22  | Beppe Gabbiani      |     |     |     |     |     |     |     | 15  | 0            |
| 23  | Guido Daccò         |     |     |     |     |     |     |     | 17  | 0            |
|     | Kenji Itani         | Rit |     |     |     |     |     |     |     | -            |
|     | Jonathan Palmer     |     |     |     |     |     |     |     | Rit | -            |
|     | Daniel La Tour      |     |     |     |     |     |     |     | NP  | -            |
| Pos | Pilota              | 2&4 | INT | ALL | JPS | SGT | RRC | GRT | JAF | Punti validi |

| Colore  | Risultato             |
| ------- | --------------------- |
| Oro     | Vincitore             |
| Argento | 2º posto              |
| Bronzo  | 3º posto              |
| Verde   | Finito a punti        |
| Blu     | Finito senza punti    |
| Viola   | Ritirato (Rit)        |
| Viola   | Non classificato (NC) |
| Rosso   | Non qualificato (NQ)  |
| Nero    | Squalificato (SQ)     |
| Bianco  | Non partito (NP)      |
| Bianco  | Non ha gareggiato     |
| Bianco  | Infortunato (INF)     |
| Bianco  | Escluso (ES)          |
| Bianco  | Gara cancellata (C)   |

### Suzuka Championship
Contano solo i risultati colti sul Circuito di Suzuka. Non vi sono scarti.
| Pos | Pilota              | 2&4 | JPS | SGT | GRT | JAF | Punti |
| --- | ------------------- | --- | --- | --- | --- | --- | ----- |
| 1   | Kazuyoshi Hoshino   | 4   | 2   | 2   | 2   | 3   | 67    |
| 2   | Satoru Nakajima     | 1   | 4   | Rit | 1   | 2   | 65    |
| 3   | Geoff Lees          | 6   | 7   | 1   | 5   | 1   | 58    |
| 4   | Keiji Matsumoto     | 5   | 1   | Rit | 7   | 8   | 35    |
| 5   | Kenji Takahashi     | 8   | 5   | 3   | 3   | 14  | 35    |
| 6   | Toru Takahashi      | 2   | 3   | Rit | 6   |     | 33    |
| 7   | Eje Elgh            | 3   | 6   | 5   | 12  | 13  | 26    |
| 8   | Osamu Nakako        | NP  | 11  | 4   | Rit | 4   | 20    |
| 9   | Kunimitsu Takahashi | 7   | 8   | Rit | 4   | Rit | 19    |
| 10  | Naohiro Fujita      | Rit | 9   | Rit | 8   | 5   | 13    |
| 11  | Toshio Suzuki       |     | Rit | 6   | 9   | 10  | 7     |
| 12  | Mike Thackwell      |     |     |     |     | 6   | 6     |
| 13  | Masamoto Shimizu    | 9   | 13  | 8   | Rit | 11  | 5     |
| 14  | Tsunehisa Asai      |     | NP  | 7   | 11  | 12  | 4     |
| 14  | Stefan Johansson    |     |     |     |     | 7   | 4     |
| 16  | Takao Wada          | 11  | 10  | Rit | Rit | 9   | 3     |
| 17  | Akira Hagiwara      | 10  | 12  | Rit | Rit | 16  | 1     |
| 17  | Hitoshi Ogawa       | 13  | Rit |     | 10  | NP  | 1     |
| 19  | Beppe Gabbiani      |     |     |     |     | 15  | 0     |
| 20  | Guido Daccò         |     |     |     |     | 17  | 0     |
|     | Kenji Itani         | Rit |     |     |     |     | -     |
|     | Jonathan Palmer     |     |     |     |     | Rit | -     |
|     | Daniel La Tour      |     |     |     |     | NP  | -     |
| Pos | Pilota              | 2&4 | JPS | SGT | GRT | JAF | Punti |

| Colore  | Risultato             |
| ------- | --------------------- |
| Oro     | Vincitore             |
| Argento | 2º posto              |
| Bronzo  | 3º posto              |
| Verde   | Finito a punti        |
| Blu     | Finito senza punti    |
| Viola   | Ritirato (Rit)        |
| Viola   | Non classificato (NC) |
| Rosso   | Non qualificato (NQ)  |
| Nero    | Squalificato (SQ)     |
| Bianco  | Non partito (NP)      |
| Bianco  | Non ha gareggiato     |
| Bianco  | Infortunato (INF)     |
| Bianco  | Escluso (ES)          |
| Bianco  | Gara cancellata (C)   |